# Sacri Cuori
Sacri Cuori è un gruppo italiano, nato dall'iniziativa del chitarrista e compositore Antonio Gramentieri, che compone e suona musica prevalentemente strumentale ispirata tanto al blues, al folk ed alla psichedelia che alle colonne sonore italiane degli anni sessanta e settanta. Il gruppo ha pubblicato quattro album, realizzato tour in Italia e all'estero e collaborato in disco e dal vivo con artisti di fama internazionale. Ora Antonio Gramentieri lavora in prevalenza come solista con il nome d'arte Don Antonio.

## Storia del gruppo
Il gruppo, nato nel 2006, comprende Antonio Gramentieri alle chitarre, Francesco Giampaoli al basso e il batterista Diego Sapignoli. 
Collaborano stabilmente in studio e dal vivo il polistrumentista Christian Ravaglioli, il batterista Enrico Bocchini, il polistrumentista Denis Valentini e il sassofonista Francesco Valtieri. Con il gruppo hanno lavorato più volte anche le violoncelliste Jenny Adejayan e Claudia della Gatta e il bassista Massimo Sbaragli.
Oltre a lavorare sui propri progetti, i componenti del gruppo, in diverse formazioni, hanno fatto da backing band, in studio o dal vivo, ad artisti internazionali come Hugo Race nei due album usciti a nome Hugo Race Fatalists, Fatalists (2010) e We Never Had Control (2012), Dan Stuart dei Green on Red in The Deliverance of Marlowe Billings, Richard Buckner, Robyn Hitchcock, e in Italia da Il Pan del Diavolo nel loro secondo disco Piombo, Polvere e Carbone.
Il primo album, Douglas & Dawn, è stato registrato al Wavelab Studio di Tucson, Arizona e pubblicato nel 2010 per Interbang Records (in vinile), e per Gusstaff Records (in CD).
Alla realizzazione dell'album hanno partecipato anche: John Convertino dei Calexico, Howe Gelb dei Giant Sand, Marc Ribot, James Chance. Il disco è stato missato a Bristol da John Parish.

Nell'autunno del 2012 hanno pubblicato il secondo album, Rosario, registrato al Montrose Studio di Richmond (Virginia) con JD Foster e Adrian Olsen, e al Vox Studio di Los Angeles con Woody Jackson. Il disco ha visto la partecipazione di Jim Keltner, David Hidalgo dei Los Lobos, Isobel Campbell, ancora John Convertino, Stephen McCarthy dei Long Ryders, Alexandra Spalding, Sheela Bingi, Clinton Patterson e molti altri. Pubblicato dalla londinese Decor Records su CD e da Interbang Records su vinile, l'album è stato accolto con favore dalla stampa nazionale ed internazionale. Anche questo secondo lavoro esplora la musica dei confini e sono inoltre presenti richiami alla psichedelia, e alle colonne sonore italiane degli anni sessanta.
Durante il 2013 il gruppo ha lavorato sulla colonna sonora originale dell'opera prima per il cinema del regista Matteo Oleotto,. Il film, selezionato e premiato alla Settimana della Critica del Festival di Venezia, è stato distribuito nelle sale a partire da novembre, in concomitanza con un tour australiano di Sacri Cuori.
Il primo dicembre è uscita la colonna sonora originale per l'etichetta Brutture Moderne, con il titolo Le Musiche di Zoran, che ha vinto l'Est Film Festival di Montefiascone edizione 2014.
Nel 2014 è uscito l'album del cantautore fiorentino Massimiliano Larocca "Qualcuno stanotte", prodotto e arrangiato da Gramentieri e suonato da Sacri Cuori al completo. Anche il terzo disco de Il Pan del Diavolo, dal titolo FolkRock-a-Boom, uscito sempre nel 2014 per La Tempesta, è stato prodotto da Antonio Gramentieri, e vede la partecipazione di diversi elementi di Sacri Cuori.
Il 21 maggio del 2015 è uscito Delone, il loro quarto disco, per l'etichetta tedesca Glitterbeat. Il disco, registrato fra Italia e Australia, contiene più episodi cantati rispetto al passato, grazie soprattutto alla collaborazione con la cantante australiana Carla Lippis. Fra gli ospiti: Evan Lurie, Marc Ribot, Hugo Race e il gruppo messicano Sonido Gallo Negro. L'accoglienza critica è stata eccellente, in Italia e all'estero. Il disco ha ottenuto quattro stelle anche su prestigiose riviste internazionali come The Guardian e Record Collector.
Il singolo Delone è stato scelto dalla Volskswagen svedese per il lancio della nuova Passat.
Il 21 dicembre 2015 il gruppo ha anche pubblicato l'EP Florìda, disponibile gratuitamente soltanto online, che contiene tre brani inediti e una collaborazione con il cantautore americano M. Ward.

## Formazione live
- Antonio Gramentieri (chitarre)
- Francesco Giampaoli (basso)
- Diego Sapignoli (batteria)
- Francesco Valtieri (sassofoni)

## Discografia

### Album
- 2010 - Douglas & Dawn (Interbang Records/Gusstaff Records )
- 2012 - Rosario (Decor Records/Interbang Records)
- 2013 - Le Musiche di Zoran (colonna sonora) (Brutture Moderne/Audioglobe)
- 2015 - Delone (Glitterbeat Records)

### EP
- 2015 - Florìda (Glitterbeat Records)